# Districtul Menaa
Menaa este un district din provincia Batna, Algeria.